# Skin and Bones (Fear Itself)
"Skin and Bones", també estilitzat com "Skin & Bones", és el vuitè episodi de la sèrie de televisió Fear Itself a NBC. a trama gira al voltant d'un home que és posseït per un Wendigo.
L'episodi va ser l'últim de la sèrie que es va emetre abans que Fear Itself es posà en pausa a causa dels Jocs Olímpics d'estiu. Es va cancel·lar abans que pogués emetre’s els quatre episodis restants.

## Argument
Grady, propietari d'un ranxo rural, i els seus amics van sortir a caçar a les fredes muntanyes. En Rowdy, el seu germà, s'ha ocupat de la granja en la seva absència amb la dona de Grady, Elena, i els seus dos fills, Derek i Tim. Han passat deu dies i ningú no ha sentit de la partida de caça. El xèrif i els equips de rescat han suspès la recerca fins que millori el temps. En Rowdy s'està preparant per marxar ell mateix quan ell i l'Elena veuen en Grady cojeant cap a la casa. Ell, juntament amb Eddie Bear, un nadiu americà que viu amb la família, s'afanya a ajudar en Grady. Està visiblement ferit i pateix congelació. La família el recupera i el posa al llit al seu dormitori.
Quan la família puja a comprovar-ho, s'adona que no sembla com abans. Un metge el visita i l'inspecciona i li diu a la família que és increïble que Grady hagi sobreviscut. Comenta que en Grady ha d'haver trobat alguna cosa per menjar mentre es va perdre al desert, però ha perdut molt de pes, i els indica que s'asseguren que estigui hidratat i alimentat, ja que les seves úniques paraules han estat que té gana. Quan intenten donar-li de menjar, ell treu una safata de sopa d'una de les mans del nen, i poc després llepa el braç de l'Elena, dient-li que té bon gust. El deixa al llit, clarament inquieta.
Aquella nit, en Rowdy i l'Eddie Bear senten un soroll estrany a l'exterior i crits i udols que venen de les cavalleries. Investiguen i veuen que un dels seus cavalls ha estat sacrificat. L'endemà, Eddie Bear s'enfronta a Grady amb un ganivet i li pregunta a Grady sobre el seu oncle que també va desaparèixer al bosc i va aparèixer setmanes després, semblant molt com es veu en Grady ara abans d'assassinar la seva pròpia família. L'Eddie intenta convèncer en Grady perquè deixi anar el que l'està "menjant". Grady es burla d'ell i li diu que semblaria malament que un "vell indi amargat" matés el propietari d'un ranxo, i l'Eddie fa marxa enrere i se'n va. Més tard, Eddie Bear li diu a Rowdy que el seu oncle estava posseït per un Wendigo—i va assassinar la seva família—, finalment, va ser abatut per la policia. Eddie Bear creu que Grady també ha estat posseït i intenta convèncer en Rowdy.
La dona de Grady, Elena, el vigila. Parla amb l'Elena com podria haver fet el veritable Grady, explicant-li que ell i els seus tres companys caçadors es van perdre. Per protegir-se del fred, es van refugiar en una cova. Dos van anar a buscar ajuda i mai van tornar. En Grady va començar a escoltar una veu que li deia que la deixés entrar i li va dir que havia de menjar, i va donar a entendre que va matar i es va menjar l'altre caçador que li quedava. L'Elena òbviament està pertorbada i espantada i intenta sortir de la seva habitació, però en Grady l'ataca, agafant-la per la gola amb uns talons que no tenia abans, bavejant-se com si pogués mossegar-la. Rowdy intervé amb una pistola, i en Grady fuig de tornada a la seva habitació fent sorolls de crits i udols com els que van sentir a la nit i trencant coses a la seva habitació.
Eddie Bear puja les escales per matar en Grady després de dir-li a en Rowdy i a l'Elena que agafin els nens i s'amaguin mentre s'enfronta a Grady, però és atacat i assassinat a l'habitació d'en Grady. En Rowdy torna a la casa i intenta el mateix, però en Grady fa que en Rowdy baixi l'arma amb èxit. En Rowdy torna en raó, però, aixeca l'arma per disparar en Grady, però també és atacat i assassinat. L'Elena sent el tret des del graner i intenta fugir al camió amb els seus fills, però s'enfronta i l'atura en Grady, que porta el cadàver d'en Rowdy. En Derek i en Tim s'amaguen mentre en Grady arrossega l'Elena a la cuina. Posa el cadàver d'en Rowdy damunt la taula i li diu a l'Elena que el talli i el cuini.
Ho fa de mala gana, intentant desviar l'atenció de Derek, que s'introdueix per recuperar i carregar un rifle. Grady es menja una mica de Rowdy i obliga a l'Elena a tastar el cadàver mentre la culpa per la seva condició abans d'atacar-la de nou, però en Derek entra i dispara a Grady. Grady sobreviu al tret i escapa. L'Elena està ferida, però li diu a Derek que vagi a buscar en Tim abans que en Grady. Els nois tenen un enfrontament amb Grady, que ara sembla més monstruós que mai. En Grady ataca en Tim, dient-los que no és el seu pare, la qual cosa implica que el seu veritable pare era en Rowdy, amb qui Elena havia tingut una aventura. Tim mossega Grady i Derek li dispara, però de nou en Grady sobreviu al ser disparat i domina els nois. Està a punt de matar en Derek quan l'Elena li fica el canó del rifle a la boca i li dispara, aquesta vegada matant-lo. L'episodi acaba amb els nens i la seva mare enfrontats sobre el cadàver mentre sona un udol antinatural a la freda nit que l'envolta.

## Repartiment
- Molly Hagan com a Elena Edlund
- Doug Jones com a Grady Edlund
- John Pyper-Ferguson com a Rowdy Edlund
- Gordon Tootoosis com a Eddie Bear
- Brett Dier com a Derek Edlund
- Cole Heppell com a Tim Edlund
- Julian Christopher com a Doctor

## Recepció
Dread Central i Bloody Disgusting van revisar "Skin and Bones". Dread Central va valorar l'episodi amb 3 1/2 de 5 fulles, criticant el seu diàleg alhora que va afirmar que "ha estat un dels episodis més forts de Fear Itself fins ara". Bloody Disgusting a ser més crític, i va escriure que "SKIN AND BONES falla sobretot perquè és avorrit. Les escenes de Jones són grans exercicis d'actuació, però al final donen servei a un guió que no té cap pressentiment ni elements nous per excitar la imaginació dels espectadors."